# Osdorp (quartier)
Osdorp est un quartier de la ville d'Amsterdam, aux Pays-Bas. Il a été développé dans le cadre du Plan général d'élargissement conçu en 1934, adopté par la municipalité en 1935 et lancé en 1939. Il constitue l'une des Westelijke Tuinsteden (« cités-jardins de l'ouest ») de l'arrondissement de Nieuw-West. Son nom provient de l'ancien lac de Slootervaart qui s'y trouvait avant d'être quasiment entièrement asséché au moment des travaux de construction des cités-jardins. Sa construction s'est étalée entre 1956 et 1962 et ses premiers habitants y ont emménagé en 1957. 
Lors de la mise en place des arrondissements par la ville en 1990, le quartier devient l'arrondissement d'Osdorp avant la création de Nieuw-West en 2010. 
En dépit du fait que le blason du quartier représente un bœuf (« os » en néerlandais), les historiens considèrent que le nom du quartier a une origine différente, et ne signifie donc pas « Village au bœuf » comme une traduction littérale pourrait le laisser penser. Le nom provient ainsi de la contraction de « Oostdorp » (littéralement « Village de l'est »), car à l'époque de la fondation du village originel, c'était la grande ville de Haarlem, située à l'ouest qui servait de référence pour se repérer, alors que les frontières de la petite ville d'Amsterdam étaient moins éloignées..